# دالاس (جورجیا)
دالاس، جورجیا (به انگلیسی: Dallas, Georgia) یک سکونتگاه مسکونی در ایالات متحده آمریکا با جمعیت ۱۱٬۵۴۴ نفر است که در شهرستان پولدینگ واقع شده‌است.

## موقعیت جغرافیایی
موقعیت جغرافیایی شهرها و مناطق اطراف به شرح زیر است:

## نگارخانه

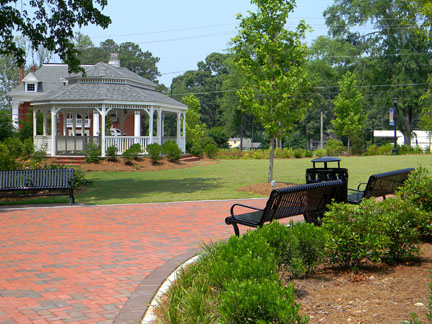
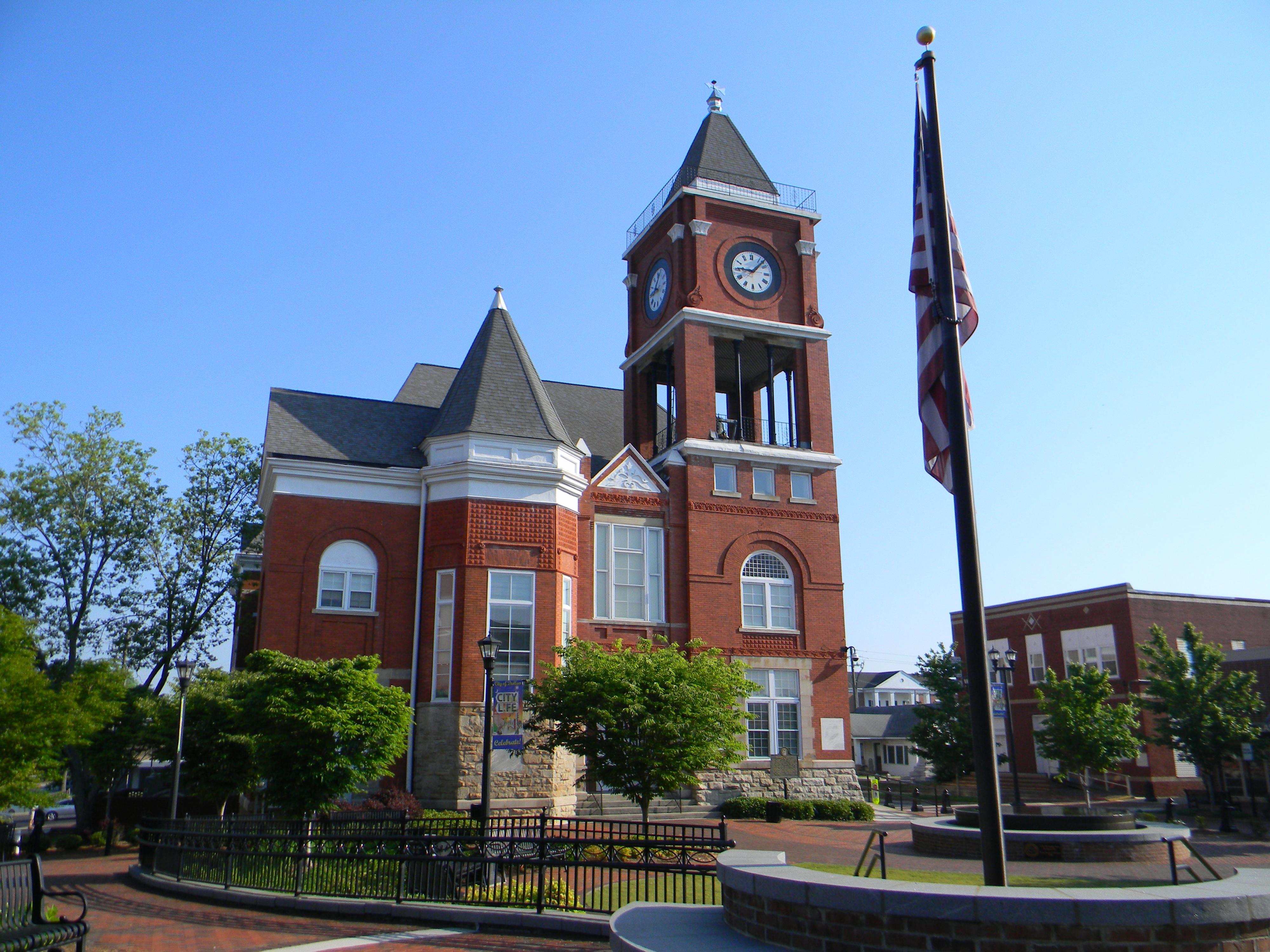